# جورج رابرتس
جورج رابرتس (به انگلیسی: George Roberts) (زاده ۱۹۴۴) کارآفرین، اقتصاددان و مدیر ارشد اجرایی آمریکایی است، که در حال حاضر به‌عنوان رئیس هیئت مدیره شرکت کوهلبرگ کراویس رابرتس فعالیت می‌کند. وی از بنیانگذاران این شرکت می‌باشد.